# Katov (Tábori járás)
Katov település Csehországban, a Tábori járásban. Katov Mezná, Tučapy, Budislav és Dírná településekkel határos. Lakosainak száma 70 fő (2024. január 1.).

## Népesség
A település lakosságának változását az alábbi diagram mutatja:
| Lakosok száma | 216  | 230  | 206  | 147  | 124  | 80   | 74   | 76   | 76   | 70   |
|               | 1869 | 1890 | 1921 | 1950 | 1980 | 2001 | 2017 | 2019 | 2022 | 2024 |